# Uraeginthus
Az Uraeginthus a madarak osztályának verébalakúak (Passeriformes) rendjébe és a díszpintyfélék (Estrildidae) családjába tartozó nem.

## Rendszerezésük
A nemet Jean Cabanis írta le 1851-ben, az alábbi 3 vagy 5 faj tartozik ide:
- angolai pillangópinty (Uraeginthus angolensis)
- pirosfülű pillangópinty (Uraeginthus bengalus)
- kékfejű pillangópinty (Uraeginthus cyanocephalus)
- gránátpinty (Uraeginthus granatinus[2] vagy Granatina granatin)[1]
- bíbormellű pillangópinty (Uraeginthus ianthinogaster[2] vagy Granatina ianthinogaster)[1]